# Bengt Harding Olson
Bengt Harding Olson, född 21 mars 1937 i Ljungby, död 14 oktober 2018 i Åhus distrikt, var en svensk åklagare och politiker (folkpartist). 
Bengt Harding Olson, som var son till en köpman, blev juris kandidat 1961 och var distriktsåklagare i Kristianstad 1968–1986 samt chefsåklagare i Hässleholms åklagardistrikt från 1986. Han var även ledamot i Kristianstads kommunfullmäktige 1980–1985. I folkpartiet var han ordförande i länsförbundet i Kristianstads län 1983–1985 och i det sammanslagna länsförbundet för Skåne från 1993.
Han var riksdagsledamot för Kristianstads läns valkrets 1985–1998. I riksdagen var han bland annat ledamot i lagutskottet 1985–1998. Han var särskilt engagerad i rättsfrågor.